# Comité Olímpico Nacional Tunecino
El Comité Olímpico Nacional Tunecino (código COI: TUN) es el Comité Olímpico Nacional que representa a Túnez en el Movimiento Olímpico. Fue fundado y reconocido por el COI en 1957. Tiene su sede en Túnez. Es miembro del Comité Olímpico Internacional (COI), la Asociación de Comités Olímpicos Nacionales de África y otras organizaciones deportivas internacionales.

## Lista de presidentes
| Presidente             | Plazo         |
| ---------------------- | ------------- |
| Mohamed Ben Abdelkader | 1957-1960     |
| Chedly Zouiten         | 1960-1962     |
| Mohammed Mzali         | 1962-1987     |
| Slaheddine Baly        | 1987-2002     |
| Mohamed Gueddiche      | 2002-2004     |
| Abdelhamid Slama       | 2004-2009     |
| Esbelto Chiboub        | 2009-2011     |
| Younes Chetali         | 2011-2013     |
| Mehrez Boussayene      | 2013-presente |